# Yamilé Bahamonde
Loren Yamilé Bahamonde Cabello (Guayaquil, Ecuador, 4 de junio de 1987) es una nadadora ecuatoriana. Está afiliada a la Federación Deportiva del Guayas. 
Posee récords nacionales absolutos. Entrena con el Club de Natación Quintana bajo la supervisión de Rafael Herbás. Es nutricionista. Sus mejores títulos son varias veces campeona Copa del Pacífico, 2.ª en Copa Latina, Vicecampeona Sudamericana, Campeona Juegos Bolivarianos, 9.ª Juegos Panamericanos, quedó 16.ª en el Mundial de Natación Absoluto. Formó parte de la delegación ecuatoriana en los Juegos Olímpicos de Pekín 2008.